# Jatga

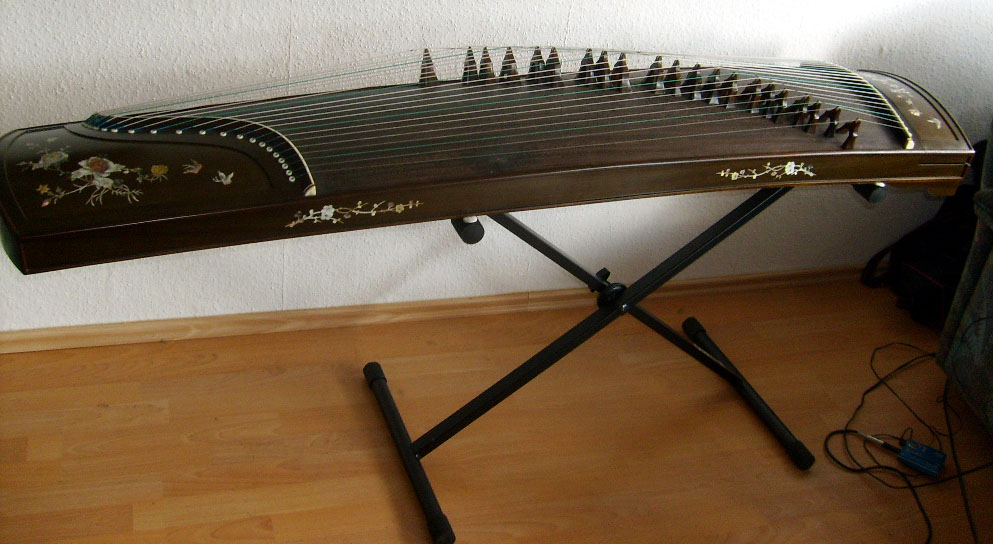
Jatga

Jatga (mongolisch ятга), auch yatga, yatuγ-a, ist ein traditionelles mongolisches Zupfinstrument, das zu den Wölbbrettzithern gehört. Verwandte Instrumente sind die chinesische Zither guzheng, die kasachische jetigen, die koreanische gayageum, die vietnamesische đàn tranh und die japanische koto.

## Bauform und Stimmung
Die jatga wird in verschiedenen Größen und Bauarten hergestellt. Jede Saite verläuft über einen eigenen, zum Stimmen verschiebbaren Steg, der die Form eines umgedrehten Y hat. Die Anzahl der Saiten, der Stege und der Stimmung ist unterschiedlich. Der hohle Resonanzkörper ist leicht gewölbt. 
Die Saiten werden mit den Fingernägeln der rechten Hand gezupft. Mit der linken Hand kann die Tonhöhe einer Saite variiert werden. Die linke Hand wird auch eingesetzt, um die Basssaiten mit den Fingen zu zupfen. Es ist auch eine Stilfrage, ob man mit den Fingernägeln spielt, mit Fingerkappen oder ohne.
Die jatga wird mit 21 Saiten bespannt, das Material der Saiten besteht traditionell aus Pferdehaar, Sehnen oder gedrehter Seide. Heute verwendet man meistens Saiten aus Nylon oder Stahlsaiten, die mit Nylon umwickelt sind. Die A-Saite wird üblicherweise in Grün eingefärbt, die anderen weiß. Der Klangkörper besteht aus Holz, oft werden jatga aus Rosenholz bzw. Pavlonia hergestellt. 
Heutzutage hat die am meisten verwendete Form der jatga 21 Saiten, ist 1,62 Meter lang und wiegt 5–6 Kilogramm. Diese Bauform wird auch als „Meisterjatga“ bezeichnet. Sie ist praktisch identisch mit der chinesischen guzheng. Kürzere Versionen klingen meist anders und haben teilweise auch weniger Saiten. In Korea wird dieses Instrument auch mit 24 Saiten hergestellt und diatonisch gestimmt. Das bedeutet, dass alle Töne einer Tonleiter vorhanden sind.
Historisch wurde auf der jatga mit 12 Saiten gespielt. Die 12 Saiten hatten eine symbolische Bedeutung, da sie die Himmelsordnung und auch die der Paläste im antiken Asien widerspiegelt. Wer kein Adliger oder Mönch war, durfte nur eine maximal 11-saitige jatga spielen. 

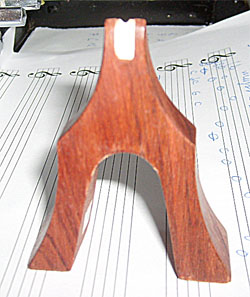
Jatga-Stege

Die Grundstimmung ist pentatonisch, sodass eine jatga vier Oktaven mit den 21 Saiten abdecken kann. Die Grundstimmung in der Tonart C-Dur ist C D E G A und das passt zu vielen traditionellen asiatischen Musikstücken, wenn auch transponiert. In der mongolischen Volksmusik sind die Tonarten F-Dur, b-Dur (Hb) und Es-Dur weit verbreitet. 
F-Dur Stimmung: C D F G A
b-Dur/Ais-Dur Stimmung: C D F G b/Ais
es/Dis-Dur Stimmung: C Dis F G b
Andere Stimmungen ergeben sich daraus, dass die Saiten der jatga in den pentatonischen Halbtonintervallen 2 2 3 2 3 gestimmt sind. 
Die As-Dur bzw. Gis-Dur-Tonleiter besteht aus den Tönen Gis (2) b (2) C (1) Cis (2) Dis (2) F (2) G (1) Gis
Die Intervalle 2 2 3 2 3 ergeben dann folgende Töne für die jatga: Gis (2) b (2) C (3) Dis (2) F (3) Gis
Um die Verschiebung der Töne besser zu verstehen, die Grundtöne ab dem Ton C für As-Dur: 
C Dis F Gis b 
Veränderungen über die Stege:
D wird zum Dis, E wird zum F, G wird zum Gis, A wird zum b
Damit man mit einer Verschiebung um nur einen Halbton auskommt, achtet man darauf, dass der Startton einer Tonleiter spielbar ist. Um in der Tonart Ais-Dur / b-Dur beispielsweise ein b zu erhalten, stimmt man dann nicht die C Saite zwei Halbtöne tiefer, sondern die A Saite einen Halbton höher. Weil das A in der Tonart bei pentatonischer Stimmung nicht vorkommt, ist das korrekt. Damit ist der Startton der Tonleiter, aber auch der zwei Halbtöne höhere Folgeton vorhanden.
Bei der Grundeinstellung der Saiten mit der Schraubmechanik achtet man darauf, dass die Brücken der entsprechenden Saiten für eine Variation um einen Halbton höher Platz haben, damit eine Brücke nicht an die nächste stößt. Gegebenenfalls muss die Spannung der Saite dafür erhöht oder erniedrigt werden.
Eine weitere Form der Stimmung ist die diatonische Stimmung, wo die sieben Haupttöne einer Oktave gestimmt werden und drei Halbtöne dazu. Allerdings muss die jatga dann mit anderen Saiten bestückt werden, weil sonst bei den hohen Tönen die Spannung zu niedrig und bei den tiefen Tönen zu hoch ist.
Die Spannung der Saiten sollte in etwa so stark sein, dass man einen halben Ton höher kommen kann wenn man die Saite zwischen Saite und Boden herunterdrückt. Der Ton einer Saite kann auch durch Verschieben der Brücken verändert werden. Bei der pentatonischen Stimmung sollte man dazu zwischen der E und G-Saite etwas mehr Platz lassen sowie zwischen der A und der C-Saite. Die höchste Saite wird auf D gestimmt, und die grünen Saiten entsprechen dem A. 
Die Grundstimmung wird mit einer Schraubmechanik in der jatga eingestellt. Diese Einstellung wird nur selten noch mit den Schrauben korrigiert, sondern nur noch durch die Brücken. 

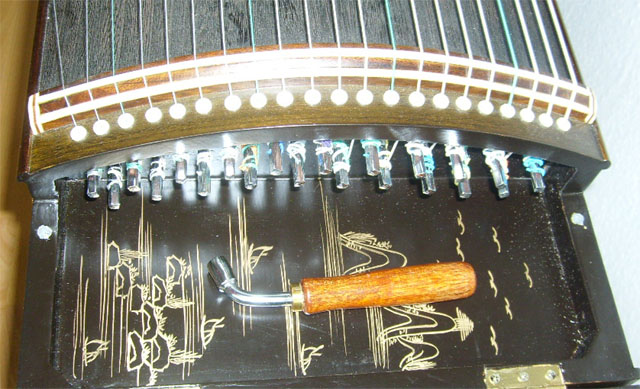
Jatga-Stimmmechanik

Die Saiten sind von 1 bis 21 durchnummeriert, wobei der höchste Ton die Zahl 1 erhält und beim Spielen auch am dichtesten beim Musiker ist. Man legt ein Ende der jatga normalerweise auf die Beine des Musikers, das andere Ende steht auf dem Boden. Die hohen Töne spielt man normalerweise mit der rechten Hand, die tiefen Töne mit der linken Hand oder auch mit der rechten Hand. Einige Musiker bevorzugen einen Ständer zum Spielen und in Korea als auch in Japan sitzen die Musiker auf dem Boden.
Das traditionelle mongolische Epos Dschanggar erzählt von einer jungen Prinzessin, die auf einer 800-saitigen jatga mit 82 Stegen spielt.
Die tuwinische Band Yat-Kha benannte sich nach der Zither und verwendet sie in ihrer tuwinisch-westlichen Popmusik.